# Liste der Biografien/Barl
Liste der Biografien |
Portal Biografien |
Personensuche
# |
A |
B |
C |
D |
E |
F |
G |
H |
I |
J |
K |
L |
M |
N |
O |
P |
Q |
R |
S |
T |
U |
V |
W |
X |
Y |
Z |
?
 
Ba |
Be |
Bd |
Bg |
Bh |
Bi |
Bj |
Bl |
Bm |
Bn |
Bo |
Br |
Bs |
Bu |
Bw |
By |
Bz
 
Baa |
Bab |
Bac |
Bad |
Bae |
Baf |
Bag |
Bah |
Bai |
Baj |
Bak |
Bal |
Bam |
Ban |
Bao |
Bap |
Baq |
Bar |
Bas |
Bat |
Bau |
Bav |
Baw |
Bax–Baz
 
Bara |
Barb |
Barc |
Bard |
Bare |
Barf |
Barg |
Barh |
Bari |
Barj |
Bark |
Barl |
Barm |
Barn |
Baro |
Barp |
Barq |
Barr |
Bars |
Bart |
Baru |
Barv |
Barw |
Bary |
Barz
Die Liste der Biografien führt alle Personen auf, die in der deutschsprachigen Wikipedia einen Artikel haben. Dieses ist eine Teilliste mit 130 Einträgen von Personen, deren Namen mit den Buchstaben „Barl“ beginnt.

## Barl

### Barla
- Barla Ricci, Linda (* 1896), italienische Opernsängerin (Sopran)
- Barla, Luca (* 1987), italienischer Radrennfahrer
- Barlaam von Kalabrien († 1348), süditalienischer Kleriker und Gelehrter
- Barlaam, Simone (* 2000), italienischer Schwimmer
- Barlacchi, Cesare, italienischer Opern- und Filmregisseur
- Barlach, Ernst (1870–1938), deutscher Schriftsteller, Bildhauer und ZeichnerErnst Barlach (1870–1938)

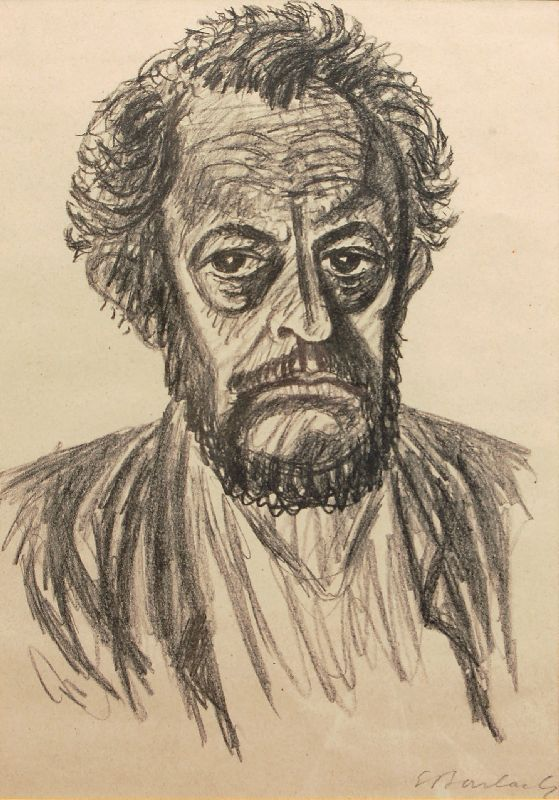
Ernst Barlach (1870–1938)

- Barlach, Hans (1955–2015), deutscher Galerist und Unternehmer
- Barlach, Karl (1878–1968), deutscher Rechtsanwalt und Notar
- Bârlădeanu, Alexandru (1911–1997), rumänischer Politiker (PCR)
- Bârlădeanu, Corneliu (* 1966), rumänischer Geistlicher
- Barlage, Heinrich (1891–1968), deutscher Politiker (CDU), MdB
- Barlage, Heinrich (1932–2011), deutscher Geistlicher, Kölner Domkapitular und Priester
- Barlaguet, Pierre (1931–2018), französischer Fußballspieler und -trainer
- Barlandus, Adrianus (1486–1538), niederländischer Humanist und Professor in Löwen
- Barlas, Asma (* 1950), pakistanische Politik- und Islamwissenschaftlerin
- Barlas, Faruk (1916–1994), türkischer Fußballspieler
- Barlas, Mehmet (1942–2023), türkischer Journalist
- Barlas, Simay (* 1999), türkische Schauspielerin
- Barlas, William (1888–1941), britischer Diplomat
- Barlassina, Luigi (1872–1947), Patriarch von Jerusalem
- Barlassina, Rinaldo (1898–1946), italienischer Fußballschiedsrichter
- Barlatey, Cyprien (1821–1891), Schweizer Politiker (Katholisch-Konservative)
- Barlay, Kenyeh, sierra-leonische Politikerin

### Barle
- Barle, Florent (* 1986), französischer Radrennfahrer
- Barle, Jacobus, franko-flämischer Komponist der frühen Renaissance
- Bârlea, Ștefan (1934–2014), rumänischer Politiker (PCR) und Hochschullehrer
- Barleben, Bernd (* 1940), deutscher Radrennfahrer
- Barleben, Ilse (1904–1974), deutsche Historikerin und Werksarchivarin
- Barleben, Peter Heinrich (1803–1866), Verwaltungsbeamter und Abgeordneter des Oldenburger Landtags
- Barlecaj, Tomo (* 1982), kroatischer Fußballspieler
- Barlemann, Lars (* 1990), deutscher Fußballtrainer
- Barlen, Julian (* 1980), deutscher Politiker (SPD), MdLJulian Barlen (* 1980)

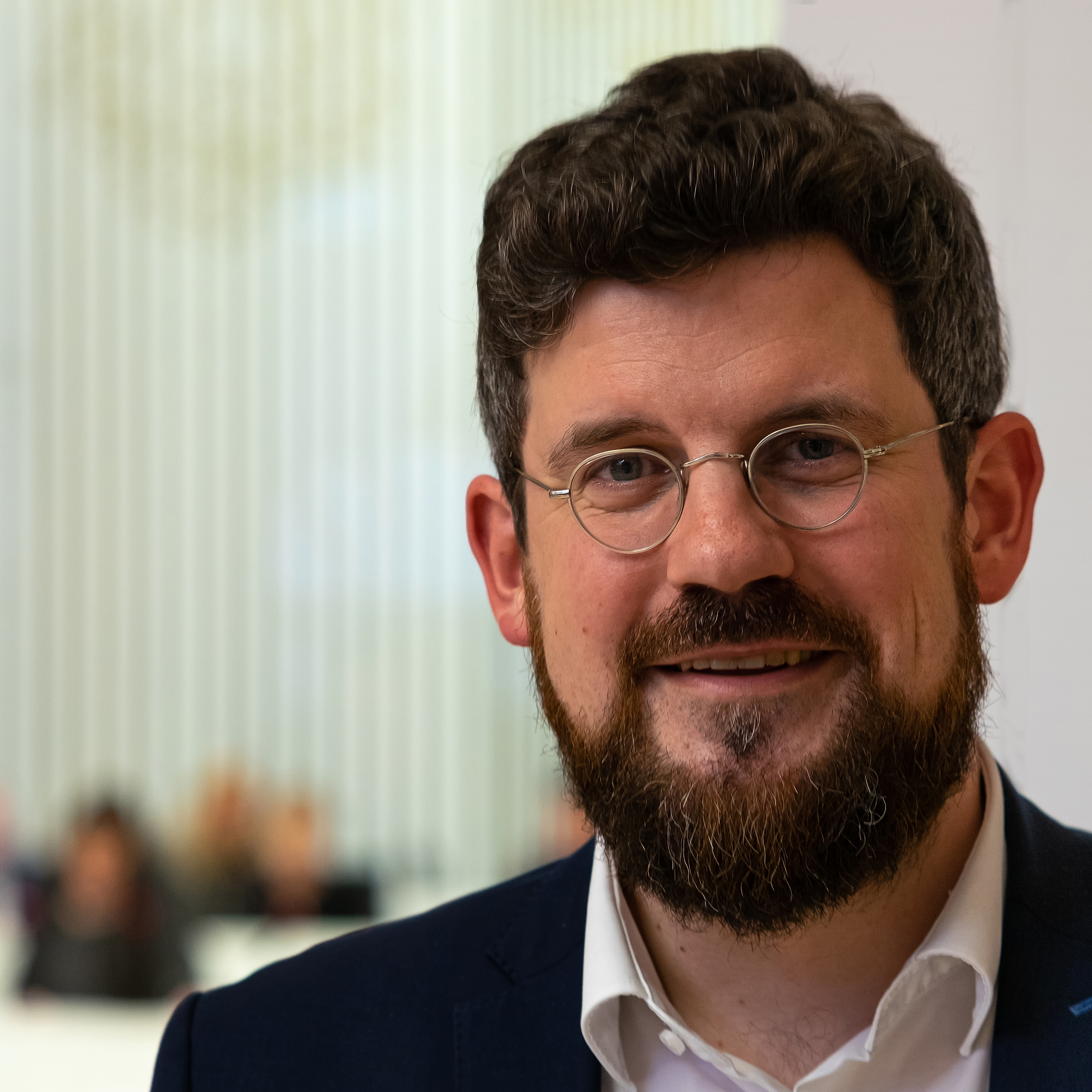
Julian Barlen (* 1980)

- Barlen, Karl (1890–1956), deutscher General der Flieger
- Barlera, Paolo (1982–2009), italienischer Basketballspieler
- Barlesi, Andrea (* 1991), belgischer Autorennfahrer
- Barletius, Marinus, Humanist und Historiograph
- Barletta, Alejandro (1925–2008), argentinischer Komponist und Bandoneonvirtuose
- Barletta, Angelo (* 1977), italienisch-deutscher Fußballspieler
- Barletta, Isabel (1911–2025), argentinische Supercentenarian
- Barletta, Leónidas (1902–1975), argentinischer Journalist und Schriftsteller
- Barletta, Lou (* 1956), US-amerikanischer Politiker
- Barletta, Niels, französischer Toningenieur
- Barley, Brian (1942–1971), kanadischer Jazzmusiker (Klarinette, Saxophone, Flöte), Bandleader und Komponist
- Barley, Katarina (* 1968), deutsch-britische Juristin und Politikerin (SPD), MdBKatarina Barley (* 1968)

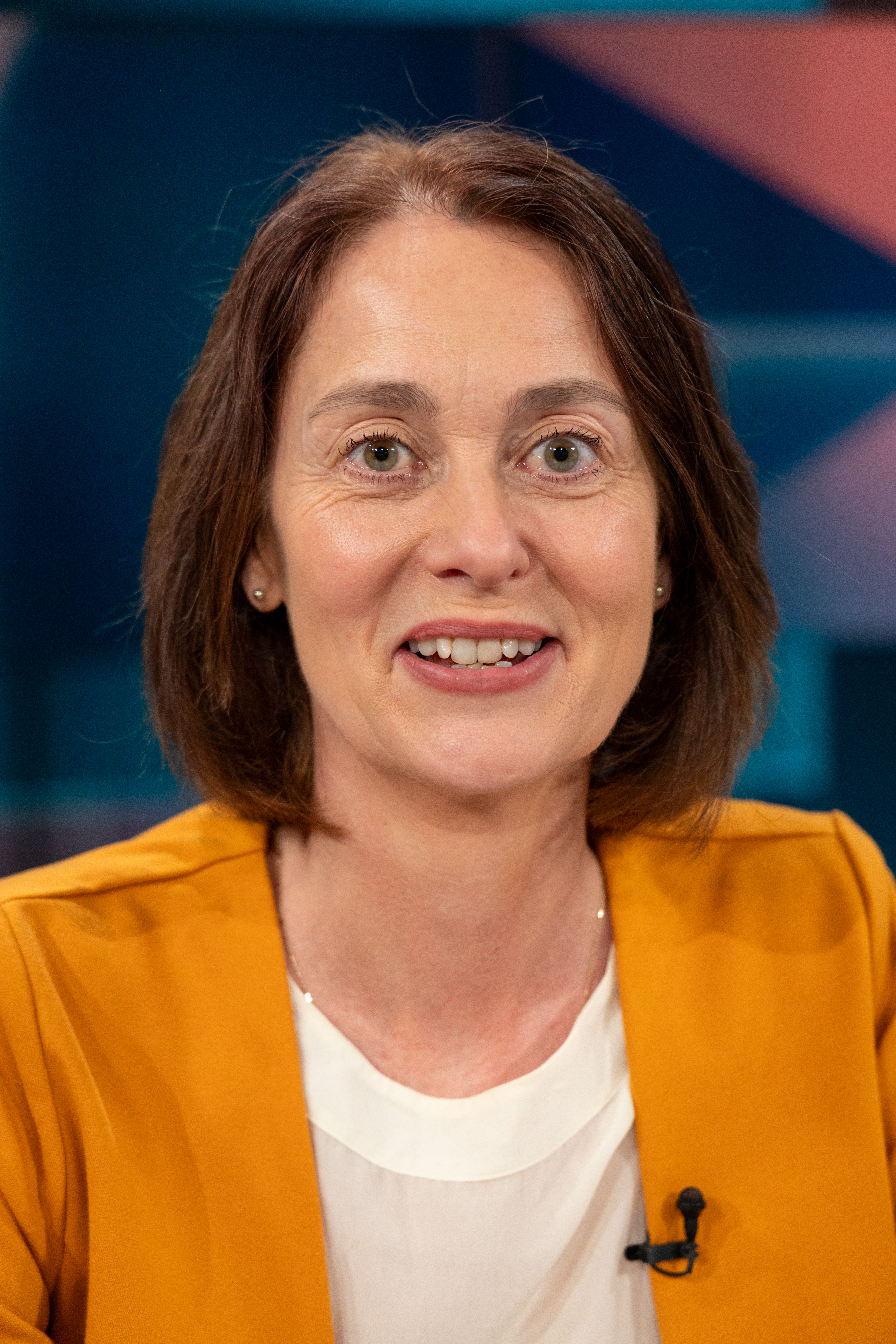
Katarina Barley (* 1968)

- Barley, Nigel (* 1947), britischer Anthropologe und Autor

### Barli
- Barlier, Alexia (* 1982), französische Schauspielerin
- Bärlin, Stefan (* 1976), schwedischer Fußballspieler
- Bärlin, Walter (1900–1975), deutscher Politiker (NSDAP)

### Barlo
- Barlocco, Ángel, uruguayischer Fußballspieler
- Barlocco, Martín (* 1977), uruguayischer Fußballspieler
- Bärlocher, Albert (1831–1903), Schweizer Jurist, Richter und Politiker
- Bärlocher, August (1887–1968), Schweizer Publizist und Redaktor
- Bärlocher, Bartholome Konrad Karl (1821–1891), Schweizer Kaufmann und Unternehmer
- Bärlocher, Remigius (1915–1984), Schweizer Jurist und Politiker
- Bärlocher, Scott (* 1997), Schweizer Ruderer
- Bärlocher, Sebastian (1838–1902), Schweizer Textilindustrieller
- Barloewen, Constantin von (* 1952), argentinischer Anthropologe und Kulturwissenschaftler
- Barlog, Boleslaw (1906–1999), deutscher TheaterregisseurBoleslaw Barlog (1906–1999)

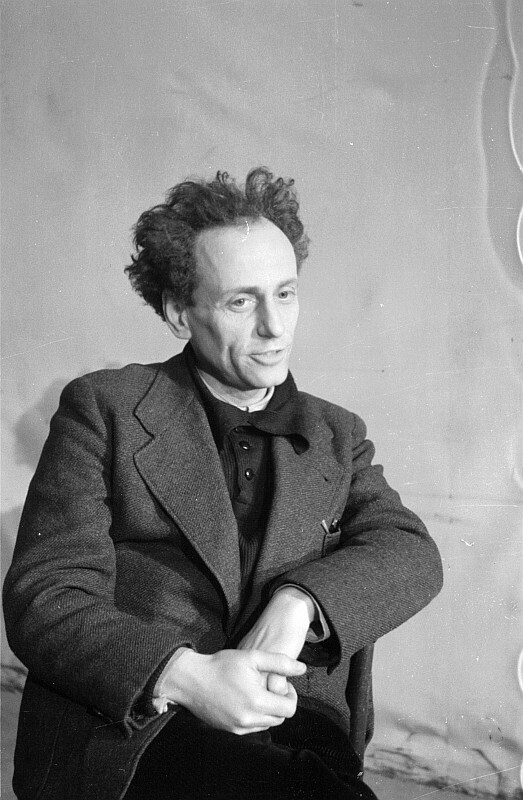
Boleslaw Barlog (1906–1999)

- Barlog, Cory (* 1975), US-amerikanischer Spieleentwickler
- Barlog, Ferdinand (1895–1955), deutscher Karikaturist, Comiczeichner und -autor
- Barlois, Valérie (* 1969), französische Degenfechterin
- Barlos, Nikos (* 1979), griechischer Basketballspieler
- Barloschky, Benka (* 1988), deutscher Basketballtrainer
- Barlösius, Eva (* 1959), deutsche Soziologin
- Barlösius, Georg (1864–1908), deutscher Illustrator, Grafiker, Typograf, Lithograf und Maler
- Barlotti, Adriano (1923–2008), italienischer Mathematiker
- Barlov, Din (* 2003), österreichischer Fußballspieler
- Barlov, Dragan (* 1957), serbischer Schachspieler
- Barlow, Abigail (* 1998), amerikanische Sängerin und Songwriterin
- Barlow, Alan (1881–1968), britischer Staatsbeamter und Kunstsammler
- Barlow, Alby, australischer Radrennfahrer
- Barlow, Barriemore (* 1949), britischer Schlagzeuger und Perkussionist, Drummer der Band Jethro Tull
- Barlow, Bert (1916–2004), englischer Fußballspieler
- Barlow, Bradley (1814–1889), US-amerikanischer Politiker
- Barlow, Brian (* 1952), kanadischer Jazzmusiker (Schlagzeug, Komposition)
- Barlow, Charles A. (1858–1927), US-amerikanischer Politiker
- Barlow, Clarence (1945–2023), indischer Komponist
- Barlow, Cyril (* 1889), englischer Fußballspieler
- Barlow, Dale (* 1959), australischer Jazzmusiker
- Barlow, Dick (1851–1919), englischer Cricketspieler
- Barlow, Eddie (1940–2005), südafrikanischer Cricketspieler
- Barlow, Edward (1636–1716), englischer Uhrmacher
- Barlow, Eeben, südafrikanischer Söldner
- Barlow, Emilie-Claire (* 1976), kanadische Jazzmusikerin (Gesang, Arrangement) und Synchronsprecherin
- Barlow, Eric (* 1966), US-amerikanischer Politiker (Republikaner)
- Barlow, Ferdinand (1881–1951), französisch-elsässischer Komponist
- Barlow, Fil (* 1963), australischer Comiczeichner, Schriftsteller und Produzent
- Barlow, Francis Channing (1834–1896), General der United States Army im Sezessionskrieg
- Barlow, Friedrich Wilhelm (1795–1864), deutscher Hofschauspieler und Intendant in Riga und St. Petersburg
- Barlow, Gary (* 1971), britischer Musiker, Singer-Songwriter und MusicalkomponistGary Barlow (* 1971)

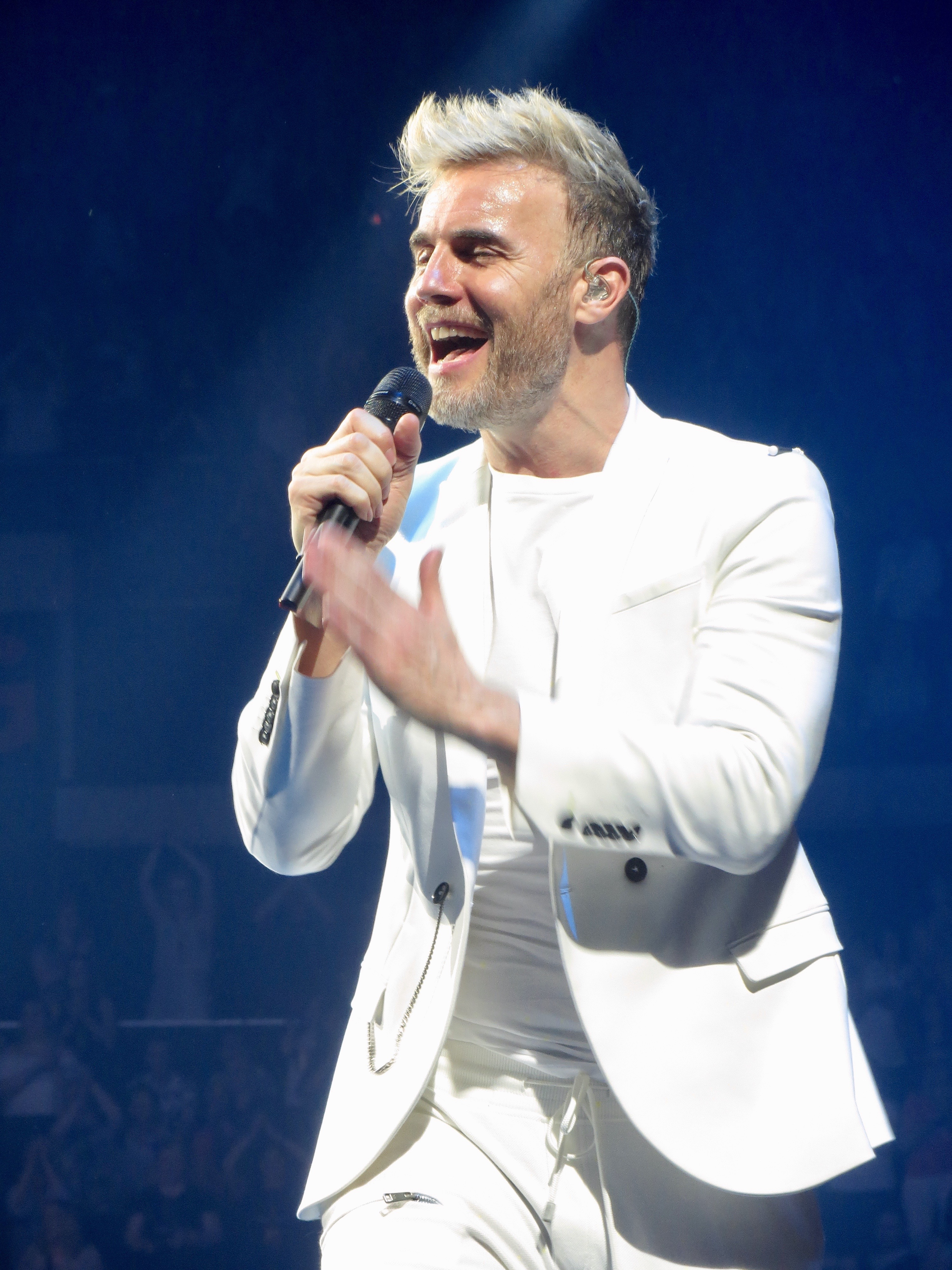
Gary Barlow (* 1971)

- Barlow, George (1929–2007), US-amerikanischer Zoologe, Professor für Zoologe, Ichthyologe
- Barlow, George Herbert (1921–1979), US-amerikanischer Jurist
- Barlow, George Hilario (1762–1847), britischer Generalgouverneur von Indien
- Barlow, Harold E. M. (1899–1989), britischer Elektroingenieur
- Barlow, Harry Sibthorpe (1860–1917), englischer Tennisspieler
- Barlow, Helena (* 1998), britische Schauspielerin
- Barlow, Horace (1921–2020), britischer Neurowissenschaftler
- Barlow, James (1921–1973), englischer Autor
- Barlow, Janet, britische Meteorologin
- Barlow, Jennifer, Schauspielerin
- Barlow, Joel (1754–1812), amerikanischer Dichter, Staatsmann und politischer Schriftsteller
- Barlow, John (1798–1869), Sekretär der Royal Institution of Great Britain und (um 1855) Chaplain-in-Ordinary to Her Majesties Houshold am Kensington Palace
- Barlow, John Noble (1861–1917), englischer Maler
- Barlow, John Perry (1947–2018), US-amerikanischer Bürgerrechtler und Texter für Grateful DeadJohn Perry Barlow (1947–2018)

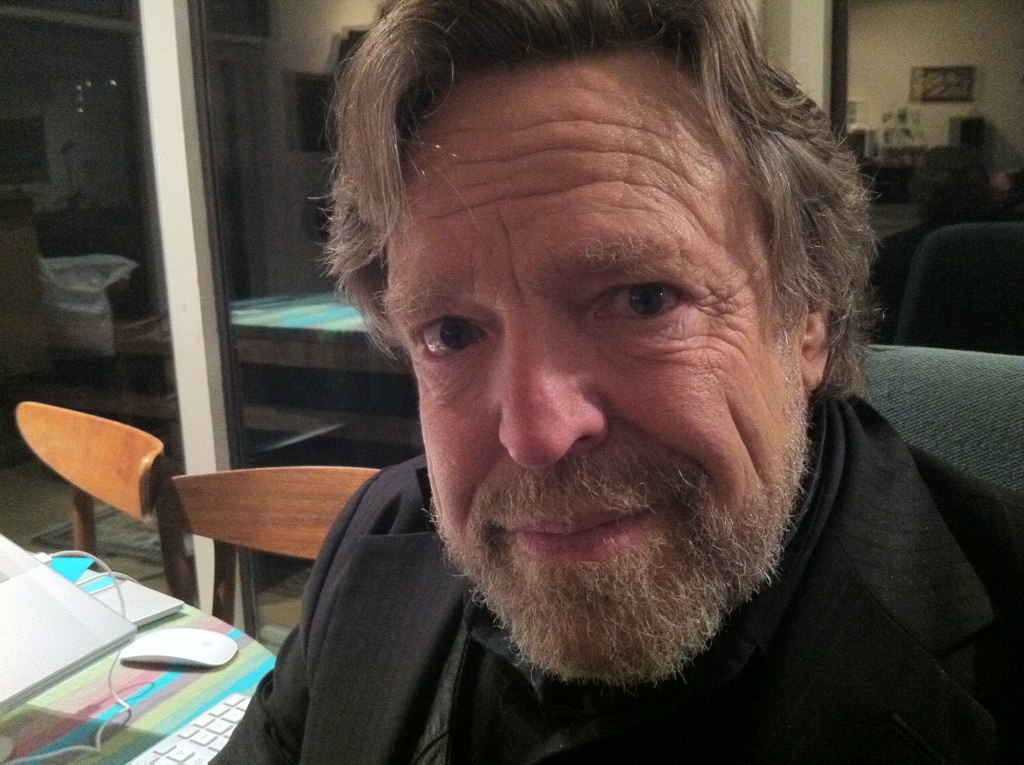
John Perry Barlow (1947–2018)

- Barlow, John W. (1838–1914), US-amerikanischer Offizier, Brigadegeneral der US-Army
- Barlow, Joy (1923–1995), amerikanische Schauspielerin
- Barlow, Klara (1928–2008), US-amerikanische Opernsängerin (Sopran)
- Barlow, Lou (* 1966), amerikanischer Musiker
- Barlow, Martin T. (* 1953), britischer Mathematiker
- Barlow, Matt (* 1970), US-amerikanischer Metal-Sänger
- Barlow, Maude (* 1947), kanadische Publizistin und Aktivistin
- Barlow, Melissa Hickman, US-amerikanische Kriminologin
- Barlow, Myron G. (1873–1937), US-amerikanischer Maler
- Barlow, Peter (1776–1862), britischer Mathematiker und Physiker
- Barlow, Peter William (1809–1885), britischer Bauingenieur
- Barlow, Phyllida (1944–2023), britische Gegenwartskünstlerin
- Barlow, Ray (1926–2012), englischer Fußballspieler
- Barlow, Richard E. (* 1931), US-amerikanischer Mathematiker
- Barlow, Robert H. (1918–1951), US-amerikanischer Horrorautor
- Barlow, Samuel (1892–1982), US-amerikanischer Komponist
- Barlow, Stephen (1779–1845), US-amerikanischer Politiker
- Barlow, Thomas (1845–1945), englischer Arzt
- Barlow, Tom (1896–1983), US-amerikanischer Basketball-Spieler
- Barlow, Tom (1940–2017), US-amerikanischer Politiker
- Barlow, William († 1568), Bischof von Chichester
- Barlow, William (1845–1934), britischer Geologe
- Barlow, William Henry (1812–1902), britischer Bauingenieur

### Barlu
- Bärlund, Gunnar (1911–1982), finnischer Boxer
- Bärlund, Sulo (1910–1986), finnischer Leichtathlet
- Barluzzi, Antonio (1884–1960), italienischer Architekt